# 올인 (프로게이머)
올인(본명: 김태양, 1997년 11월 20일 ~ )은 대한민국의 전직 리그 오브 레전드 프로게이머이다. 선수 시절 아이디는 ALL IN이며 포지션은 미드라이너였다. 과거에는 SSUN이라는 닉네임을 사용했다.

## 선수 생활
2017년 6월, KT 롤스터에 입단하면서 프로 커리어를 시작했다. 하지만 서머 시즌 동안 경기에 출전하지 못했다.
2018시즌을 앞두고 에버8 위너스에 입단했다. 스프링 시즌 팀의 주전으로 활동했다.
2019시즌을 앞두고 아프리카 프릭스에 입단했다. 스프링 시즌에서는 로스터에 포함되지 않았지만 스프링 2라운드를 앞두고 로스터에 포함되었다. 2019년 3월 10일에 치러진 KT 롤스터와의 경기에서는 펜타킬을 기록했다. 서머 시즌에서는 유칼의 서브 선수로 활동했다.
2019 LoL KeSPA컵에 참가했다. 결승전에 교체로 출전했으며 팀의 우승에 기여했다. 스프링 시즌 플라이의 서브 선수로 활동하면서 간간히 출전했다. 서머 시즌에는 출전하지 못했다. 2019시즌 종료 이후 팀에서 퇴단했다.

## 소속팀
| # | 팀명            | 소속 기간          | 소속 리그 | 비고 |
| - | --------------- | ------------------ | --------- | ---- |
| 1 | KT 롤스터       | 2017.06~2017.11.22 | LCK       |      |
| 2 | 에버8 위너스    | 2017.12~2018.06    | CK        |      |
| 3 | 아프리카 프릭스 | 2018.12~2020.11.17 | LCK       |      |

## 수상 내역
- 리그 오브 레전드 챌린저스 코리아 스프링 2018 준우승
- 2019 LoL KeSPA컵 우승